# Bob Evans (pilote automobile)
Pour les articles homonymes, voir Bob Evans.
Robert "Bob" Evans  est un coureur automobile anglais né le 11 juin 1947 à Waddington dans le Lincolnshire.
Il a participé à onze Grands Prix de Formule 1 comptant pour le championnat du monde, débutant  le 11 mars 1975 au Grand Prix d'Afrique du Sud 1975. Il n'a jamais marqué en championnat. Il a couru pour des épreuves de Formule 1 hors-championnat.
Bob Evans commence par la  Formule Ford, la Formule 3 et la Formule 5000 dont il devient champion de Grande-Bretagne en 1974 au volant d'une Lola T332. Après une saison dans l'écurie BRM en 1975, Evans a l'occasion de courir pour Team Lotus la saison suivante. Plus tard dans la saison, il pilote une Brabham de l'écurie RAM Racing au Grand Prix de Grande-Bretagne 1976, 
Il dispute le championnat de Grande-Bretagne de Formule 1, sur une Surtees TS19 en 1978.
Il a participé cinq fois aux 24 Heures du Mans de 1978 à 1982.

## Résultats en championnat du monde de Formule 1
| Saison | Écurie                            | Châssis               | Moteur      | Pneus    | GP disputés | Points inscrits | Classement |
| ------ | --------------------------------- | --------------------- | ----------- | -------- | ----------- | --------------- | ---------- |
| 1975   | Stanley BRM                       | P201                  | BRM V12     | Goodyear | 8           | 0               | n.c.       |
| 1976   | John Player Team Lotus RAM Racing | Lotus 77 Brabham BT44 | Cosworth V8 | Goodyear | 2           | 0               | n.c.       |

## Résultats aux 24 heures du Mans
| Année | Écurie            | Châssis            | Moteur                       | Classement |
| ----- | ----------------- | ------------------ | ---------------------------- | ---------- |
| 1978  | Cloud Engineering | Lola T294          | Ford Cosworth 2 l 4 en ligne | Abandon    |
| 1979  | Dome Company      | Dome Zero RL       | Ford Cosworth 3 l V8         | Abandon    |
| 1980  | Dome Company      | Dome RL80          | Ford Cosworth 3 l V8         | 25e        |
| 1991  | Dome Company      | Dome RL80          | Ford Cosworth 3 l V8         | Abandon    |
| 1982  | Nimrod Racing     | Nimrod (en) NRA/C2 | Aston Martin 5.4 l V8        | Abandon    |